# 47e Assemblée générale de l'Île-du-Prince-Édouard
La 47e Assemblée générale de l'Île-du-Prince-Édouard fut en séance du 23 octobre 1951 au 27 avril 1955. Le Parti libéral dirigé par John Walter Jones forma le gouvernement. Alexander Wallace Matheson remplace Jones comme Premier ministre et chef de parti en 1953.
Forest W. Phillip fut élu président.
Il y eut cinq sessions à la 47e Assemblée générale :
| Session | Début           | Fin             |
| ------- | --------------- | --------------- |
| 1re     | 23 octobre 1951 | 24 octobre 1951 |
| 2e      | 11 mars 1952    | 9 avril 1952    |
| 3e      | 3 mars 1953     | 7 avril 1953    |
| 4e      | 2 mars 1954     | 10 avril 1954   |
| 5e      | 8 février 1955  | 18 mars 1955    |

## Membres

### Kings
| Circonscription | Membre de l'assemblée | Membre de l'assemblée    | Parti        | Conseiller | Conseiller                 | Parti   |
| --------------- | --------------------- | ------------------------ | ------------ | ---------- | -------------------------- | ------- |
| 1er Kings       |                       | William Acorn            | Libéral      |            | Melvin J. Brenton St. John | Libéral |
| 2e Kings        |                       | Harvey Douglas           | Libéral      |            | Thomas R. Cullen           | Libéral |
| 3e Kings        |                       | John Augustine Macdonald | Conservateur |            | Keir Clark                 | Libéral |
| 4e Kings        |                       | Lorne Bonnell            | Libéral      |            | Alexander Wallace Matheson | Libéral |
| 5e Kings        |                       | William Hughes           | Libéral      |            | George E. Saville          | Libéral |

### Prince
| Circonscription | Membre de l'assemblée | Membre de l'assemblée                 | Parti        | Conseiller | Conseiller          | Parti        |
| --------------- | --------------------- | ------------------------------------- | ------------ | ---------- | ------------------- | ------------ |
| 1er Prince      |                       | Hubert J. Gaudet                      | Conservateur |            | J. W. D. Campbell   | Conservateur |
| 2e Prince       |                       | Walter E. Darby                       | Libéral      |            | Forrest W. Phillips | Libéral      |
| 3e Prince       |                       | J. Wilfred Arsenault Augustin Gallant | Libéral      |            | Frank L. MacNutt    | Libéral      |
| 4e Prince       |                       | J. George MacKay                      | Libéral      |            | C. Cleveland Baker  | Libéral      |
| 5e Prince       |                       | Edward P. Foley                       | Libéral      |            | Lorne MacFarlane    | Libéral      |

### Queens
| Circonscription | Membre de l'assemblée | Membre de l'assemblée | Parti        | Conseiller | Conseiller                        | Parti        |
| --------------- | --------------------- | --------------------- | ------------ | ---------- | --------------------------------- | ------------ |
| 1er Queens      |                       | Frank Myers           | Conservateur |            | W. F. Alan Stewart                | Libéral      |
| 2e Queens       |                       | George Kitson         | Libéral      |            | Reginald Bell                     | Conservateur |
| 3e Queens       |                       | Russell Charles Clark | Libéral      |            | Eugene Cullen                     | Libéral      |
| 4e Queens       |                       | Dougald MacKinnon     | Libéral      |            | John Walter Jones Harold P. Smith | Libéral      |
| 5e Queens       |                       | B. Earle MacDonald    | Libéral      |            | William J.P. MacMillan            | Conservateur |